# Antonio del Amo
Antonio del Amo Algara (Valdelaguna, 9 settembre 1911 – Madrid, 19 giugno 1991) è stato un regista e sceneggiatore spagnolo.
Realizzò diversi documentari durante la guerra civile spagnola, ma la sua carriera subì un arresto con l'arrivo al potere di Franco. La sua amicizia con Luis Buñuel gli permise di partecipare alle riprese del film La Dolorosa di Jean Grémillon.
Realizzò il suo primo lungometraggio nel 1947 e arrivò al successo negli anni '50.
Il suo film Sierra maldita del 1954 venne premiato al Festival internazionale del cinema di San Sebastián.
Scrisse alcuni libri sul cinema, tra cui Historia universal del cine (1945), El cinema como lenguaje (1948) e Estética del montaje (1972). 
Morì all'età di 80 anni a causa di un incidente automobilistico.

## Filmografia parziale
- Hallazgo en Italica (1942)
- Le quattro mogli (1947)
- El huésped de las tiniebla (1948)
- Ali della gioventù (1949)
- Día tras día (1951)
- Puebla de las mujeres (1953)
- El pescador de coplas (1954)
- Sierra maldita (1955)
- Il piccolo usignolo (1956)
- El sol sale todos los días (1956)
- Saeta del ruiseñor (1957)
- Il sentiero dei miliardari (1958)
- Joselito (1959)
- Il canto dell'usignolo (1959)
- Il piccolo colonnello (1960)
- Escucha mi canción
- I due monelli (1961)
- Il figlio rapito (1961)
- Las gemelas (1963)
- Solo contro tutti (1965)
- A 001: Operazione Giamaica (1965)
- Requiem per un agente segreto (1966)
- Madres solteras (1975)
- Habibi, amor mio (1981)